# Strefa śródziemnomorska

Mapa regionu śródziemnomorskiego

Strefa śródziemnomorska – region obejmujący obszary leżące nad Morzem Śródziemnym należące do Europy, Azji i Afryki.

## Geografia
Region ten charakteryzuje się specyficznym klimatem (klimat śródziemnomorski) i krajobrazem kształtowanym przez oddziałującą przez kilka tysięcy lat cywilizację. Jego granice nie są ściśle określone. Na południu graniczy z Saharą, na wschodzie z Pustynią Syryjską, a na północy z Górami Dynarskimi, Alpami i Masywem Centralnym. Spośród państw Europy trzynaście położonych jest w biogeograficznym regionie Morza Śródziemnego. Są to Grecja, Hiszpania, Portugalia, Francja, Monako, Włochy, Chorwacja, Albania, Serbia, Czarnogóra, Bośnia i Hercegowina, Turcja oraz państwa wyspiarskie: Malta wraz z Cyprem. Wybrzeże ciągnie się przez blisko 4000 km, a jego długość wynosi ponad 46 tys. km. W europejskiej części regionu śródziemnomorskiego w krajobrazie wyróżniają się wzgórza oraz płaskowyże ciągnące się między niskimi pasmami górskimi. Wybrzeża są skaliste, upstrzone piaszczystymi plażami i zatokami. Wspomniane płaskowyże w większości leżą między 200 a 500 m n.p.m. Najwyżej leżący i najszerszy z nich występuje w centralnej Hiszpanii.
Za zróżnicowaną topografię terenu odpowiadają miliony lat aktywności tektonicznej i wulkanicznej. Zderzenia płyt poskutkowały utworzeniem dużych pasm górskich na północy strefy śródziemnomorskiej: Apenin, Sierra Nevada, Pindos i Taurus. W regionie występuje kilka czynnych wulkanów, jak Etna, Wezuwiusz i Stromboli. W regionie występują liczne wyspy, zarówno większe (Cypr, Kreta, Malta, Sycylia, Korsyka, Sardynia), jak i mniejsze – Baleary i wyspy Morza Egejskiego. Łącznie w całym basenie Morza Śródziemnego jest ich blisko 5000. Ich wybrzeże łącznie liczy blisko 18 tys. km, co stanowi niemal 40% całego wybrzeża Morza Śródziemnego.
Od nazwy tej strefy swoją nazwę wziął klimat śródziemnomorski. Występuje na obydwu półkulach między równoleżnikami 30° i 45°. Jedynie w Europie klimat ten ciągnie się dalej na wschód, mimo odległości od wybrzeża. W klasyfikacji klimatów Köppena zauważyć można, że w strefie śródziemnomorskiej występują głównie klimaty typu Csa, Csb, BSk i BWh (klimat pustyń – w północnej Afryce). 

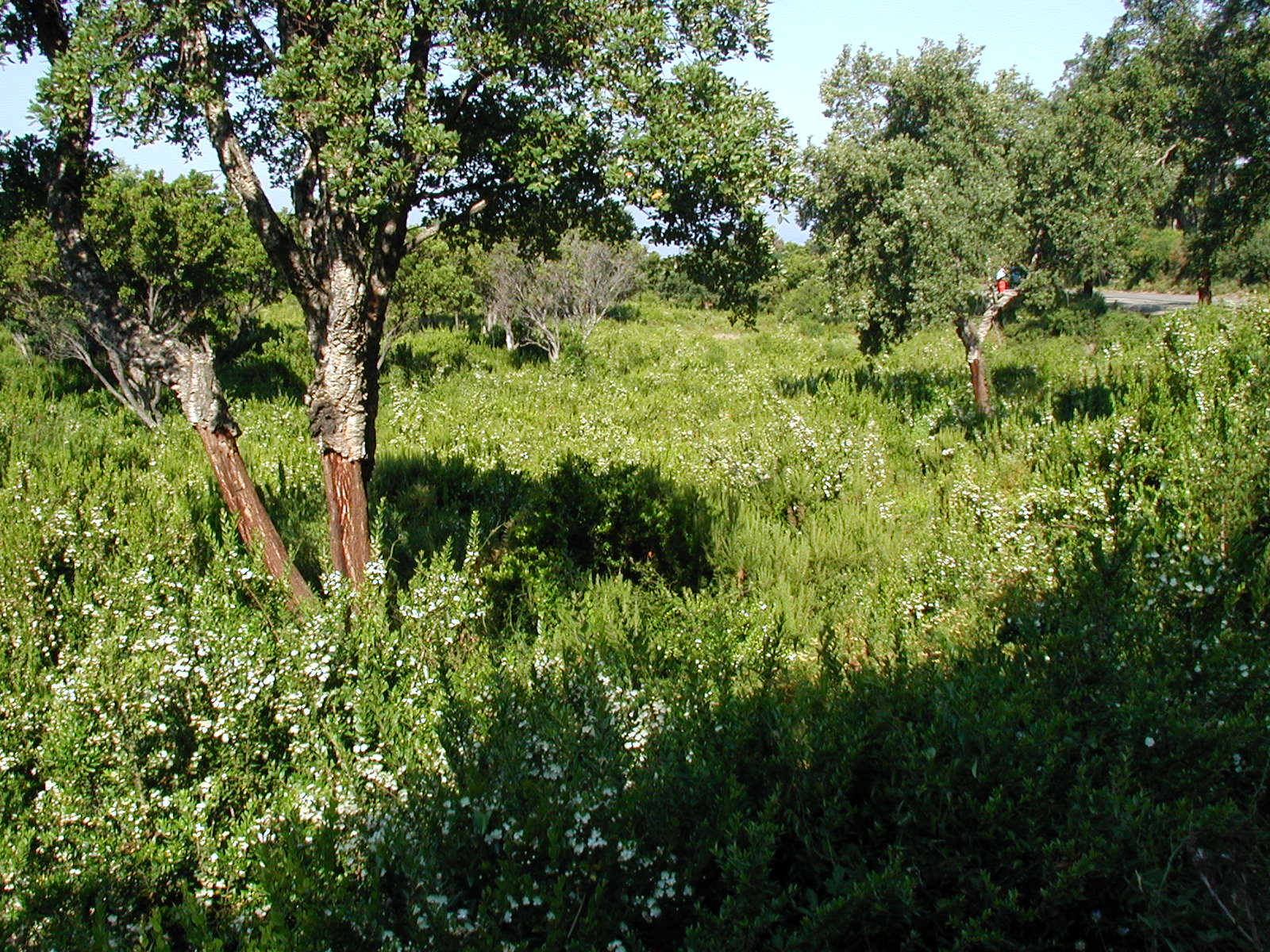
Korsykańska roślinność formacji garig z udziałem dębu korkowego (Quercus suber) i mirtu zwyczajnego (Myrtus communis)

Kolejna część krajów śródziemnomorskich leży w Afryce Północnej. Maroko, Algierię i Tunezję na północy przecinają góry Atlas (góry), każde z tych państw obejmuje również fragment Sahary. W Libii jedynie północno-wschodnie i północno-zachodnie obszary kraju leżą poza pustynią – są to krainy zwane dawniej Cyrenajką i Trypolitanią. Klimat tych regionów nie zawsze był pustynny. Ostatni okres intensywnych opadów miał miejsce około 6 tys. lat p.n.e., na początku neolitu. Dawniej w Afryce Północnej występowała również fauna charakterystyczna dziś dla Czarnej Afryki (Afryki subsaharyjskiej). U wschodniego wybrzeża Morza Śródziemnego leży również część krajów arabskich, znana jako Lewant. Występuje tu klimat śródziemnomorski i podobna roślinność – makia, shiblyak i frygana. Pod tymi formacjami przeważają gleby brązowe, bogate w żelazo.
We wschodniej części strefy śródziemnomorskiej topografia jest zróżnicowana. Równiny ciągną się od terenów przyległych libańskich pasmom górskim po Synaj, gdzie przechodzą w pustynię. Pasmo równin osiąga maksymalnie 60 km szerokości. Stanowi barierę dla niosących wilgoć zachodnich wiatrów. Pasma górskie osiągają tu średnio 600 m n.p.m., najwyższym szczytem jest Meron. Pasma górskie przecinają doliny o układzie równoleżnikowym. Część tego terenu odwadnia Jordan.

### Flora
W krajobrazie europejskiej części tej strefy dominują tereny rolnicze (36%), zakrzewione i wrzosowiska (29%), tereny zadrzewione (25%) i tereny trawiaste (6%) – dane z roku 2000. W klasyfikacji regionów biogeograficznych UE strefa śródziemnomorska w Europejskiej części ma oznaczenie EU-27. Wyodrębniono w jej obszarze środowiska unikatowe w skali Europy. Są to między innymi wydmy porośnięte Euphorbia terracina, matorral z głożyną (Zyziphus), frygana ze zbiorowiskami traganek–babka, frygana z krwiściągiem ciernistym (Sarcopoterium spinosum), lasy dehesa z wiecznie zielonymi dębami (Quercus), lasy dębów macedońskich (Q. trojana) i lasy dębów węgierskich (Q. frainetto) czy dębu taboru (Q. ithaburensis). W strefie śródziemnomorskiej odnaleźć można blisko ⅔ europejskich gatunków drzew. We wschodniej części basenu Morza śródziemnego, m.in. w Izraelu, również występuje roślinność śródziemnomorska, jak oliwka europejska (Olea europaea), różne gatunki dębów, pistacja kleista (Pistacia lentiscus), szarańczyn strąkowy (Ceratonia siliqua) czy sosna alepska (Pinus halepensis). Innymi roślinami charakterystycznymi dla tej strefy są komosowate (Chenopodiaceae) i tamaryszki (Tamarix).

### Fauna
W europejskiej strefie śródziemnomorskiej odnotowano 134 gatunki ssaków (statystyki z wyłączeniem Turcji i Cypru). Należą do nich: ryś iberyjski (Lynx pardinus), żbik europejski (Felis sylvestris) i nieliczne endemity, jak zając iberyjski (Lepus granatensis), kolcomysz kreteńska (Acomys minous) i turecka (A. cilicicus). Wśród stwierdzonych w tej strefie 317 gatunków ptaków lęgowych znalazły się: sokół wędrowny (Falco peregrinus), skowrończyk sierpodzioby (Chersophilus duponti), stepówka czarnobrzucha (Pterocles orientalis), gilak pustynny (Bucanetes githagineus). Część ptaków występuje tu jedynie sezonowo, przykładowo w strefie śródziemnomorskiej zimują żurawie zwyczajne (Grus grus). Występują tu również liczne płazy i gady, jak malpolon (Malpolon monspessulanus; cały basen Morza Śródziemnego), gekon murowy (Tarentola mauritanica; głównie zachodnie kraje) i Discoglossus galganoi.

## Ludność i kultura

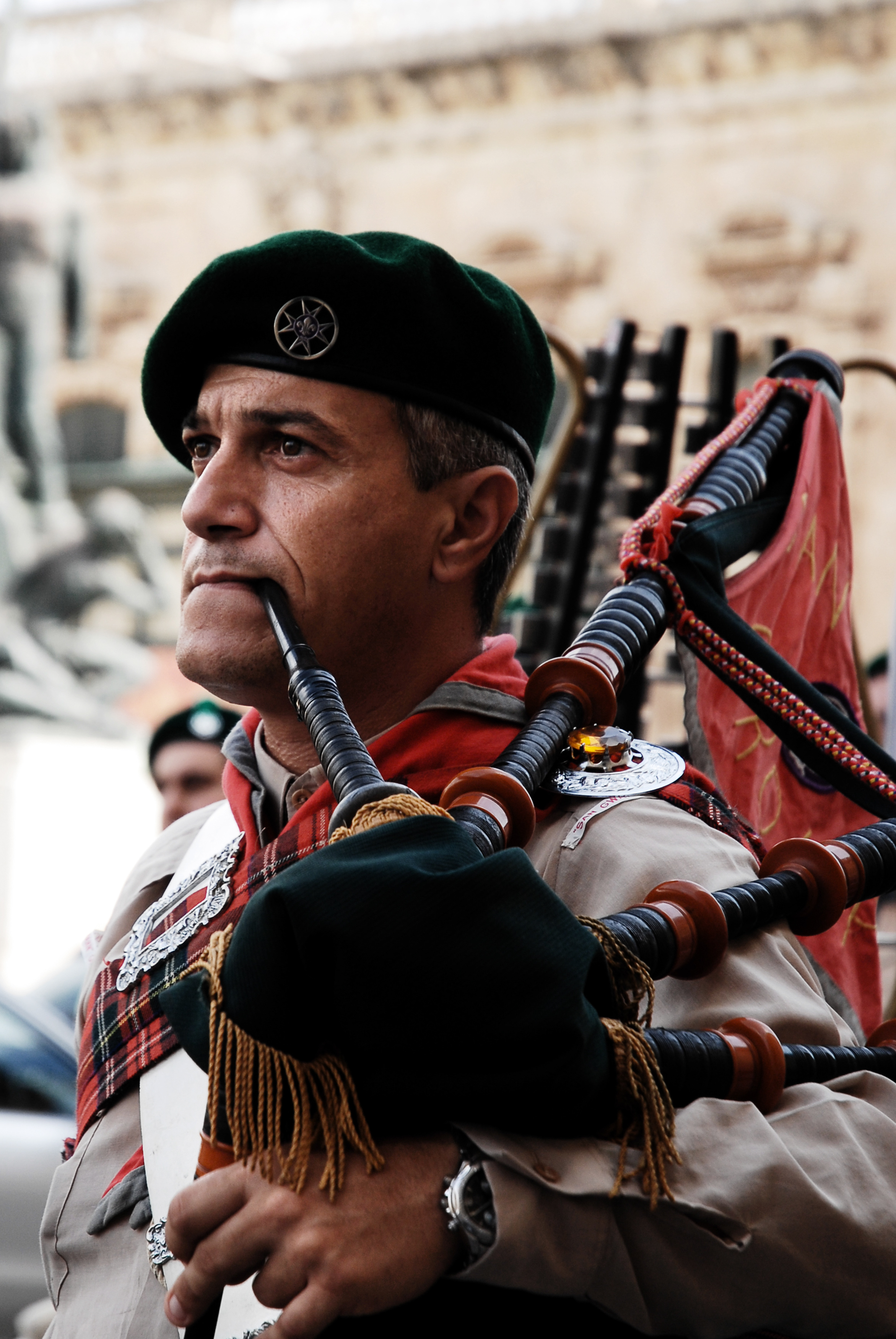
Mężczyzna grający na dudach. Valletta, Malta

W 2010 całą strefę śródziemnomorską zamieszkiwało 466 mln osób. Najwięcej z nich mieszka w Turcji, Egipcie, Francji i we Włoszech. Największe skupiska ludzi występują w strefie przybrzeżnej, szczególnie w zachodniej strefie śródziemnomorskiej, na zachodnim wybrzeżu Adriatyku, na wschodnim wybrzeżu Morza Egejskiego i Lewantyńskiego i w Delcie Nilu. W obrębie europejskich państw strefy śródziemnomorskiej zagęszczenie mieszkańców wynosi średnio, zależnie od regionu, 80–200 osób/km².
W krajach strefy śródziemnomorskiej znajdują się kraje w czołówce pod względem liczby obiektów listy światowego dziedzictwa UNESCO – Włochy (53; 1. miejsce), Hiszpania (46; 3. miejsce), Francja (43; 4. miejsce – stan w 2017), Grecja (18; 15. miejsce). Na liście niematerialnego dziedzictwa od 2013 figuruje dieta śródziemnomorska.